# Fateless
Fateless – trzecia płyta zespołu Decree wydana w 2011 roku.

## Lista utworów
1. Finite Years - 4:49
2. Fateless - 4:18
3. The Prey - 4:39
4. The World Enslaves - 6:30
5. Bloodthirst - 5:07
6. Night And Fog - 5:43
7. Into The Light - 6:13
8. Arrogance - 5:26
9. Faded Glory - 7:33

## Twórcy
- Chris Peterson - programowanie, produkcja, keyboard
- Ross Redhead - gitara basowa
- Sean Lawson - śpiew

### Gościnny udział
- Matt Pease - dodatkowa perkusja
- Laura McPheeters - wiolonczela

## Wydania albumu
Źródło: Mindphaser.com
| Kraj wydania     | Wydawca           | Rok wydania | Numer katalogowy | Opis |
| ---------------- | ----------------- | ----------- | ---------------- | ---- |
| Ameryka Północna | Artoffact Records | 03.05.2011  | AOF112           |      |